# 猩猩人
猩猩人是指人類與黑猩猩雜交的假設後代名稱。由於人類與猩猩的遺傳結構相當近似（當中DNA序列有95%相似，而DNA編碼更高達99%相似度），一些科學家猜測兩者交配後可生出後代。

## 名稱
英語文獻有作、或等。根據遺傳學家對雜交物種的命名習慣，他們都會從兩個物種的俗名來制訂混成詞，以顯示物種的父系及母系物種。這在遺傳學來說很重要，因為基因組銘印－－即父母的基因對雜交後代物種的可能影響。同一條基因，在父系的生殖細胞或母系的生殖細胞的表現有可能對後代物種有不同的影響。
因此，依照這個邏輯，只能用於雄性黑猩猩及人類女性的後代；而及則只能用於人類男性及雌性黑猩猩的後代（比照虎獅獸及獅虎獸的命名）。不過，一般通俗文章未必會這樣清楚的劃分兩者的區別。

## 伊萬諾夫的實驗
過去一直有不同研究、甚至有傳聞指這種物種曾經存在，但迄今仍未有確實證據確認其存在。當中最為知名的，首推伊里亚·伊万诺维奇·伊万诺夫。他是前沙俄及蘇聯的生殖生物学家，人工授精及動物杂交方面的專家，家畜人工授精技术的奠基人。他曾牽涉富爭議的猩猩人實驗，嘗試產生人類与其他灵长类动物的杂交物種，是這類實驗的第一人。
早在1910年，他曾在於奧匈帝國格拉茨舉行的世界動物學家大會（World Congress of Zoologists）時的演說就曾透露過透過人工受精的方式去嘗試人与其他灵长类动物杂交的可能性。1920年代，伊萬諾夫着手进行一系列的實驗，希望成功孕育出人類與非人類人猿的雜交物種。就此，他得到政府的資金，前往西非畿內亞捕捉黑猩猩作實驗品。當時他利用人類的精子嘗試令雌性黑猩猩受精，但實驗失敗。1929年，他把實驗方向倒過來進行，組織一系列涉及人類志願者接受非人類人猿精液的受精實驗，但由於他手頭上最後一頭雄性猩猩屬人猿的死亡，他的實驗被逼延遲進行。但直到他在1930年代初離世，這項實驗再也沒有後繼之人。